# Hipocoont
Segons la mitologia grega, Hipocoont (en grec antic Ἱπποκόων, "el cavaller") fou un rei d'Esparta, fill d'Èbal i d'una nimfa anomenada Bàcia. S'apoderà del regne d'Esparta, en morir el seu pare, juntament amb els seus dotze fills, els Hipocoòntides, i n'expulsà els seus germanastres Tindàreu i Icari.